# Vistabella (Saragossa)
Vistabella, també conegut com a Vistabella de Huerva, és un municipi d'Aragó situat a la província de Saragossa i enquadrat a la comarca del Camp de Carinyena.